# Haania dispar
Haania dispar är en bönsyrseart som beskrevs av Werner 1922. Haania dispar ingår i släktet Haania och familjen Thespidae. Inga underarter finns listade i Catalogue of Life.